# تاريخ الفلسطينيين في الكويت

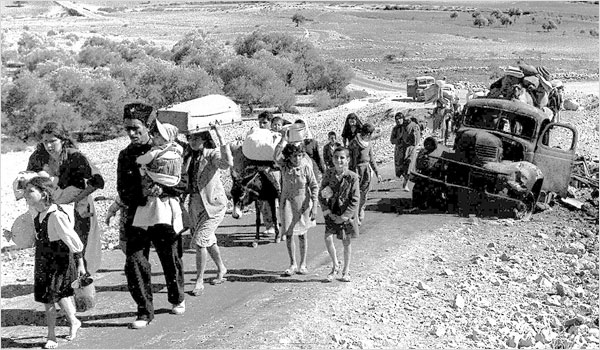
لاجئون فلسطينيون يغادرون الجليل خلال فترة أكتوبر–نوفمبر 1948م

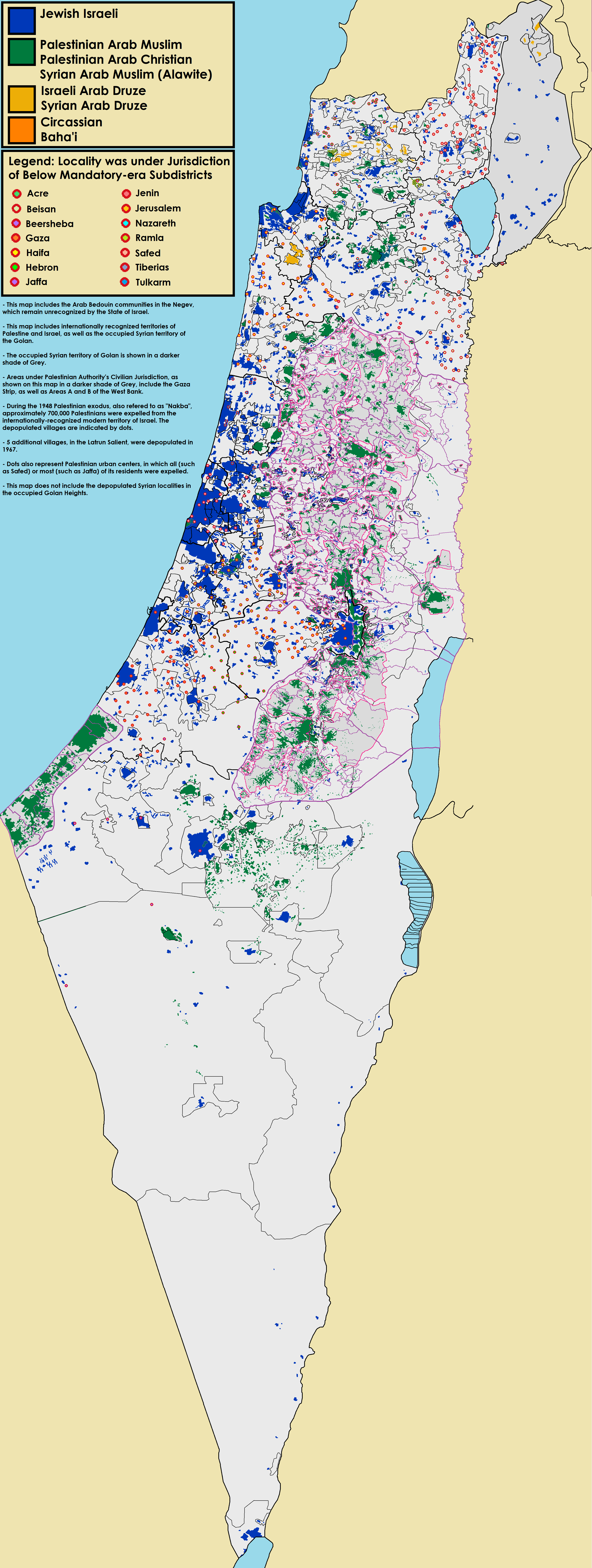
خريطة للمناطق الفلسطينية المُهَجَّرَة جرى تركيبها على الخريطة السكانية والسياسية للوقت الحاضر

تاريخ الفلسطينيين في الكويت (بالفرنسية: Histoire des Palestiniens au Koweït)
بعد حرب فلسطين 1947- 1948، اضطر آلاف الفلسطينيين على ترك أراضيهم واللجوء إلى الأراضي العربية. تزامن تهجير الفلسطينيين 1948، مع الطفرة النفطية في دول الخليج، مما تطلب قوى عاملة مؤهلة. لبى الفلسطينيون هذا المطلب؛ نظرًا لتشتتهم وغياب وطنهم. لذا دعت الكويت الفلسطينيين إلى تعويض نقص العمالة وتنمية البلاد.

## الاستقرار في دول الخليج

### الموجات الأولى من الهجرة
بعد حرب 1948، استقر الفلسطينيون كلاجئين في سوريا ولبنان والأردن. كان وصولهم إلى دول الخليج متوافقًا مع قرارات شخصية؛ اتخذها بعضهم لتحسين أحوالهم ومغادرة مخيمات اللاجئين؛ التي عاشوا فيها في ظروف صعبة. رحبت بهم دول الخليج بصفتهم مهاجرين، لا لاجئين. وصلت أكبر موجة بعد حرب 1967. تتميز هذه الموجة بنسبة عالية من الرجال النشطين، الذين تتراوح أعمارهم بين 14 و49 عامًا. كانوا في الغالب من العمال المهرة في مجال البناء والخدمات (التعليم والتجارة والمهن الحرة). أدت الحرب اللبنانية في 1975 إلى موجة ثالثة من المهاجرين الفلسطينيين. استقر الأثرياء في الإمارات العربية المتحدة والسعودية وقطر. أما الفقراء فقد استقروا في الكويت بفضل انفتاحها. ازداد عدد الجالية الفلسطينية من 31000 شخص عام 1961 إلى 350000 عام 1983. بسبب مستواهم التعليمي المرتفع في العالم العربي، كان واحد من كل اثنين من الفلسطينيين موظفًا في الكويت، وكذلك واحد من كل أربعة موظفين في القطاع العام وواحد من كل ثلاثة معلمين في عام 1983. فلسطينيو الخليج "كانوا أول من سعى إلى فرص البقاء والازدهار في أعقاب الهجرة. كانوا المجتمع الأكثر ازدهارًا في الشتات حتى أزمة الخليج.».
"الهجرة لدول الخليج بالنسبة للفلسطيني؛ تعني الهروب من وضع اللاجئ بكل أبعاده- الاقتصادية والاجتماعية والسياسية- تاركا وراءه "وضعه" كضحية سلبية للصراع، لتبني سلوكاً نشطاً وتعبئة قدراته؛ ليصبح فاعلا منتجا في عملية إيجابية لبناء اقتصادات جديدة.»

## الترحيل الجماعي للفلسطينيين من الكويت

### ترحيل واسع النطاق
في عام 1991، وفي سياق حرب الخليج الثانية، فرّ أو تم ترحيل أكثر من مائتي ألف فلسطيني من الكويت. لجأ عدد كبير منهم إلى عمّان والأردن. يُقال إن التأييد الذي قدّمه ياسر عرفات لصدام حسين، وتعاون بعض الفلسطينيين المقيمين في البلاد مع قوات الاحتلال العراقية، كانا الدافع وراء ترحيلهم.
أقرّ وزير التخطيط الكويتي آنذاك، سليمان مطاوع، في تصريح لهيئة الإذاعة البريطانية (بي بي سي) بوقوع "انتهاكات" في الأيام التي تلت تحرير الكويت. في تقرير لمنظمة العفو الدولية حول معاملة المدنيين الفلسطينيين في الكويت، ذُكرت انتهاكات جسيمة لحقوق الإنسان.
يحيى العتيبي هو رئيس تجمع يمثل 9000 فلسطيني؛ تم ترحيلهم من الكويت بعد رحيل القوات العراقية في عامي 1991 و1992. وفقا ليحي العتيبي أُجبر حوالي 400 ألف فلسطيني، بعضهم عاش في الكويت لمدة عشرين عامًا، على الرحيل بالقوة أو مُنعوا من العودة بعد انتهاء الحرب. تحدث يحيي العتيبي أيضا عن سياسة ترحيل متعمدة من جانب حكومة الكويت بعد تحريرها على يد التحالف الدولي. طالب يحيي العتيبي بتعويضات تُقدر بنحو 2.5 مليار دولار في شكوى رفعها في بلجيكا ضد الدولة الكويتية.
تشير التقديرات إلى أن عدد السكان الفلسطينيين في الكويت انخفض من 350 ألف نسمة إلى 80 ألف نسمة في الفترة من عام 1991 إلى عام 2012.

### مزيد من عمليات الترحيل من قبل القوى العربية
خلال الحرب الأهلية اللبنانية وحرب المخيمات، قُتل آلاف الفلسطينيين. في عام 1982، قُتل ما بين 460 و3500 فلسطيني في مجزرة صبرا وشاتيلا على يد الكتائب المسيحية.
في عام 1970، قُتل ما بين 3400 إلى 20 ألف فلسطيني خلال أحداث أيلول الأسود. طُرد 20 ألفًا خلال تلك الأحداث.
في عام 1988، أسقطت الأردن الجنسية عن العديد من الفلسطينيين. في أعقاب اتفاقيات السلام بين إسرائيل ومصر، طُرد مئات الطلاب الفلسطينيين من الجامعات المصرية، بسبب خلاف مع منظمة التحرير الفلسطينية في عام 1995، طردت ليبيا 30 ألف فلسطيني، وصادرت منازلهم، وفصلتهم من وظائفهم. كما شجع الجنرال القذافي الدول العربية الأخرى على القيام بالمثل. سمحت مصر للاجئين بالمرور عبر أراضيها لمدة ٤٨ ساعة، لكنها لم تقبلهم.
في عام 1995 صدر قانون يمنع الفلسطينيين من الهجرة إلى لبنان في عام 2005، وبعد سقوط صدام حسين، أُخذ الفلسطينيون في العراق رهائن وتعرضوا للتعذيب على يد جماعات مسلحة. طُرد حوالي 15 ألفًا من العراق. في عام 2008، انتقدت منظمة العفو الدولية المصير المؤسف للفلسطينيين العالقين على الحدود العراقية السورية. في عام 2007، دمّر الجيش اللبناني مخيم نهر البارد، وهجّر سكانه الفلسطينيين البالغ عددهم 31 ألف نسمة.
في أعقاب الحرب الأهلية السورية، طردت المملكة الهاشمية آلاف اللاجئين الفلسطينيين إلى الأراضي التي مزقتها الحرب في سوريا. خلال الحرب الأهلية السورية، قُتل 3000 فلسطيني.